# 마이클 기븐스
마이클 앤토니오 기븐스(Mychal Antonio Givens, 1990년 5월 13일 ~ )은 미국 출신의 프로 야구 선수이며, 미국 프로야구 볼티모어 오리올스의 소속 투수이다.